# Communauté de l'abbaye de Parc

Blason de l'abbaye de Parc : d'or, à trois plantes de muguets de sinople fleuries d'argent, sur un tertre de sinople.
Devise : Ne quid nimis,.

La communauté de l'abbaye de Parc est implantée à Heverlee, près de Louvain (en flamand : Leuven), en Belgique. Elle est abritée par une abbaye fondée en 1129 sur des terres données aux chanoines prémontrés de Laon par le duc de Brabant, Godefroid le Barbu. Cette abbaye de Parc existe toujours. Les chanoines prémontrés y mènent leurs activités et continuent leur ministère dans les paroisses des environs. En 1929, la communauté composée de 39 prêtres, 6 profès et 2 novices, comptait donc en tout 47 religieux.

## Description de la communauté

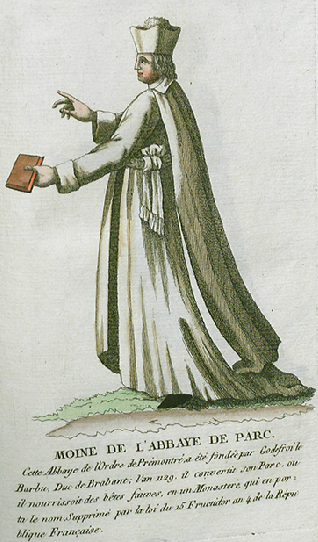
Chanoine de l'abbaye de Parc.

Les chanoines prêtres forment la base du couvent dans le but religieux que poursuit l'abbaye. Toutes les classes de la société s'y sont retrouvées : fils de grand seigneur ou de famille patricienne comme fils de bourgeois de Louvain ou de petit artisan, la plupart originaires du Brabant. La langue usuelle est le flamand et les registres sont tenus dans cette langue ou en latin. Après le travail manuel et la copie de manuscrits au Scriptorium, le temps se partageait entre les exercices du chœur, le ministère sacerdotal et les études. Plusieurs ont fréquenté les cours de l'Université de Louvain.
Des sœurs chanoinesses séparées des chanoines ont vécu à Parc dans les premiers temps, rendant des services aux frères et bénéficiant des offices et prédications des religieux.
Les frères convers sont des religieux proprement dit, liés par des vœux. Ils portent un habit gris. Ils s'occupent surtout du travail manuel. Ces frères rendent service à l'abbaye essentiellement dans les fermes, où ils vivent et travaillent sous la direction du maître de la grange, qui est un chanoine prêtre. Il y a aussi des artistes parmi eux, architecte par exemple. Au commencement de Parc, des sœurs convers, issues parfois de très bonne famille, étaient employées surtout dans les granges mais aussi à l'abbaye.
Les donats portent l'habit religieux des convers mais ne sont tenus aux vœux que pour le temps qu'ils séjournent au monastère. Ils font surtout les courses à l'extérieur. Les familiares, hommes et femmes, sont les serviteurs de la maison, assistent les frères convers dans leur besogne. Les frères et sœurs à secourir ne sont pas de véritables religieux, mais des tertiaires de Saint-Norbert, que l'abbaye revêt d'un petit scapulaire blanc et auxquels elle permet de venir de temps en temps pour passer quelques jours au monastère pour s'adonner à la méditation ou aider les frères. Il y a aussi des ermites à l'abbaye, surtout des femmes, qui vivent sous la direction du prieur, tout près de l'église Saint-Quentin à Louvain.

## Un abbé pour l'ensemble de la communauté

### Élection de l'abbé
Autrefois, le mode d'élection et d'intronisation de l'abbé était clairement formulé dans l'acte de fondation de Parc. Après cette élection libre et canonique, les chanoines demandaient le consentement du duc de Brabant. Ensuite le nouvel élu était installé et présenté à l'évêque de Liège pour être bénit. La Cour de Rome intervenait enfin pour l'approbation et la réception des Annates. L'abbé était élu à vie mais il pouvait résigner sa charge ou demander un coadjuteur, avec droit ou non de succession, dans les cas de maladie ou de vieillesse. Tout ce processus a été aujourd'hui simplifié.

### Origine des abbés
De tout temps, plusieurs familles bourgeoises ou patriciennes de Louvain ont compté des membres dans la communauté de Parc, et dix d'entre eux montèrent au siège de l'abbatiat : Guillaume Van den Calstre, Henri de Redinghen, Gérard van Goetsenhoven, Ambroise van Engelen, Louis Van den Berghe, Charles Van der Linden, Jean Maes, Libert de Pape, Jérôme de Waerseghere et François Generé. Nombre d'abbés étaient issus des lignages de Louvain.

### Statut de l'abbé
Le Révérendissime Abbé ou Prélat dirige la communauté au nom du général des Prémontrés d'après le code des Statuts de l'Ordre. Notamment, il nomme et démet les autres supérieurs.
Le prélat de l'abbaye de Parc jouit des ornements pontificaux à partir de 1462, date à laquelle il a obtenu du pape Pie II, pour lui comme pour ses successeurs, l'usage de ces ornements pontificaux dans le but d'accroître sa considération et son autorité. L'abbé Thierry van Tuldel est ainsi le premier abbé mitré de l'histoire de l'abbaye de Parc.
Les abbés de l'abbaye de Parc se servent d'un sceau d'une forme particulière depuis la fin du XIVe siècle. Avant cette période, et dès 1236, le sceau est simple, il ne représente que l'effigie de l'abbé avec un livre, une crosse, et les mots Sigillum abbatis de Parco. Ce sceau de couvent daté de 1236, apposé à un acte de la même année, est de forme ronde. Il figure un duc assis sur un siège curule, tenant dans la main droite une branche, dans l'autre un bouquet de fleurs. Il s'agit probablement du duc Godefroid le Barbu, fondateur du monastère. On peut lire sur le sceau : S. Conventus sante Marie de Parco.

## Fonctions des chanoines dans l'organisation d'ensemble
Le prieur veille à l'observance de la discipline et à l'accomplissement des divers exercices de la journée. En l'absence du prélat, c'est au prieur qu'incombe la direction, mais il ne peut prendre aucune mesure importante sans en référer à son supérieur. Le sous-prieur suit le prieur et s'acquitte des fonctions de celui-ci en son absence. Autrefois, le circateur circulait dans le couvent pour examiner si l'observance des règlements y était gardée et proclamait les délinquants au chapitre des coulpes.
Au sein de la communauté les chanoines occupent les fonctions suivantes : chambrier, chantre, sous-chantre, sacristain, bibliothécaire, archiviste, professeur, maître des novices, vestiaire, pitancier, proviseur, aumônier, infirmier, cellérier, portier, receveur, etc.

## Activités des religieux

### Activités de base
En huit siècles d'existence, les religieux de Parc se sont investis dans de nombreuses activités, lesquelles sont présentées de façon synthétique ci-dessous : 
- Pratique d'une austérité exceptionnelle
- Recherche d'un haut mysticisme contemplatif
- Aumônerie
  - Service de la charité - Registre des dons des bienfaiteurs
  - Bureau de bienfaisance pour les pauvres, les indigents et les nécessiteux
  - Aides aux campagnards, ouvriers et fermiers
  - Entretien des couvents en ville
  - Ornementation des églises
  - Hospitalité des étrangers
  - Hospice pour les voyageurs, les pauvres et les malades
- Culte de la Sainte Vierge
- Grande vénération à saint Quirin et à sainte Barbe
- Honneurs à d'autres saints
- Constitution d'un fonds de reliques
- Pratique des indulgences
- Travail manuel dans les champs, au début
- Travail intellectuel dans les cellules
  - Connaissance des Saints Pères et de l'Écriture sainte
  - Ascétisme ou lecture de spiritualité
  - Préparation des sermons pour les prédications
  - Copie de chartes, de livres d'heures, de la sainte Bible, réalisation d'enluminures avec des lettrines au scriptorium
  - Rédaction de chroniques d'histoire, de livres spirituels, de livres des vies de saints, de livres de poésie et de littérature
- Occupation des postes pour les fonctionnaires de l'abbaye (église, bibliothèque, ateliers, ferme, bergerie, porte des aumônes)

### Religieux s'étant distingués
- Comme historiens

Jean Maes, Libert de Pape et Jérôme de Waerseghere furent des historiens distingués. Ils nous laissent des chroniques de l'abbaye de Parc. J. Frumentius († 1641) écrivit aussi une chronique de l'abbaye mais de moindre importance. J.M.A. Dillen († 1875) a rédigé des notes historiques. J.F. Raymaeckers († 1871) a publié des recherches historiques sur l'abbaye. A. Rhodius/Graesen († 1584) laissa une vie de saint Norbert. B. Seghers († 1678) laissa une notice sur Notre-Dame au Bois. F. van Vossum († 1778) et M. Dirix († 1732) laissèrent, en langue flamande, des vies de saint Hubert.
- Comme écrivains religieux

Jean Druys se distingua par la publication d'une Exhortation aux religieux norbertins. Jean Maes se distingua par un exposé sur l'évangile de saint Jean, resté en manuscrit. A. Bosmans († 1801) laissa des Dissertations-Sermons. A. Smith († 1757) laissa un traité de Matrimonio. M. Peetermans († 1557) laissa un commentaire sur la règle de Saint-Augustin. G. Poulet († 1602) laissa un Diarium meditationum. G. Rikier laissa une explication sur le livre de la Genèse. Timon laissa deux volumes, à partir de livres de saint Augustin. F. Wennius († 1647) publia, en 1641, un ouvrage ascétique : Speculum religiosorum. P.B. Bossaert († 1775) et H.G. De Jonghe († 1784) furent enfin de grands théologiens.
- Comme littérateurs

Nous pouvons retenir H. de Puteo († 1445) et surtout W. Zeebots († 1690), qui publia, en flamand, un grand nombre d'œuvres littéraires, religieuses ou profanes. P. Th. Willemaers († 1736) est connu pour son Histoire de saint Hubert et ses Almanachs flamands. J. Miscus et E. de Pomreux († 1665) se sont surtout distingués pour leur poésie latine.
- Comme artistes

Jean de Boescot et Henri de Burselle peignirent l'église. A. Courtmans (1690) fut graveur, miniaturiste, architecte. A. Theys (1739), architecte, composa le plan de la tour de l'église. G. Rivius (1578) se distingua dans la musique. J. de Nussia (Clinckaert) (1383) devint un copiste renommé.
- Comme prédicateurs

Nous pouvons citer Frère Arnould dit Preco († 1308), M. Verduyst († 1573), J. Schuerkens († 1574), J.B. Silvius († 1640) et J. de Liège († 1621).
- Comme religieux ayant mené une vie exemplaire

Certains religieux de Parc sont cités comme exemple dans l'hagiographie norbertine : Rabodon († vers 1140),, Henri de Redinghen († 1339), J. Schuerkens († 1574), Ambroise Loots († 1583), A. Rhodius († 1584), G. Thimo († 1601), M. Boschmans († 1612), J. de Monte († 1568), A. Estius († 1592), Henri Creyters († 1573), M. Peetermans († 1557), G. Poulet († 1602) et J. de Remerswallen († 1526).
- Comme religieux ayant occupé la chaire de théologie dans d'autres abbayes

Nous pouvons citer B. Bossaert († 1775) et Th. Danis († 1810) à Leffe, G. Thenaerts († 1733) et J.B. van Kiel († 1709) à Postel, R. de la Haye († 1727) à Tronchiennes, Alexandre Slootmans († 1756) à Floreffe, et A. Mordack († 1621) à Ninove.
- Comme religieux élevés à de hautes fonctions dans d'autres abbayes

Nous trouvons Gérard de Homsem, qui devint abbé de Jette. Gilbert devint abbé de Ninove. J. Dusel devint prieur à Tronchiennes. J. Boschmans devint prieur de Saint-Michel à Anvers. Gilles de Hove devint prévôt à Arnsberg. Arnould de Overdyle devint prévôt à Saint-Gerlac. Plusieurs autres religieux devinrent encore prévôts à Leliendael et à Oosterhout.
- Comme religieux montés au grade de doyen de la chrétienté dans la direction des paroisses

Nous avons Jean de Leefdale et Jean Boyen, à Louvain ; Arnould de Herent, à Jodoigne ; Adrien Mordack, à Grammont ; Issac d'Audewater, à Evergem ; Pierre Ottoy, à Diest.

Armoiries de l'abbaye de Parc.
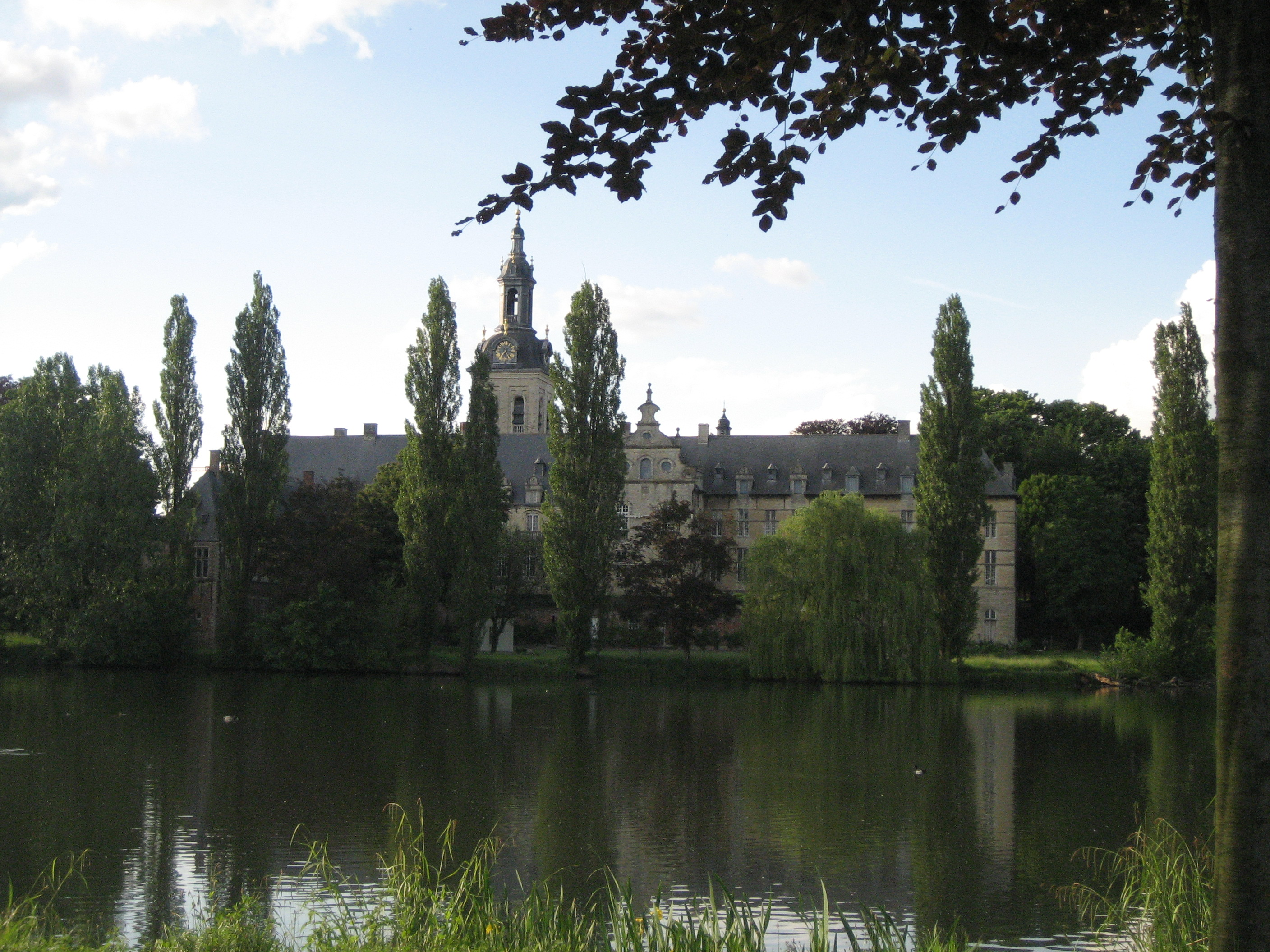
Le domaine de l'abbaye de Parc.